# リビオ・ベルッティ
リビオ・ベルッティ（Livio Berruti、1939年5月19日 - ）は、イタリアの陸上競技選手。1960年代に活躍した短距離を専門とする選手で、1960年ローマオリンピックの金メダリストである。トリノ出身。

## 経歴
ベルッティは、化学を学んでいた学生であった21歳のときローマオリンピックに出場。オリンピックの準決勝で突然当時の世界記録に並ぶ20秒5をたたき出し、周りも驚く決勝進出を果たした。準決勝と同日に行われた決勝では、サングラスを掛け、白いソックスをはいてレースに挑み、再度20秒5を出し金メダルを獲得した。また、後日行われた4×100mリレーでもイタリアのアンカーとして出場しているが、メダルまで後一歩の4位に終わっている。
ベルッティの国際舞台での活躍はローマオリンピックがピークで、その後、2度オリンピックに出場しているが1964年東京オリンピックの200mの5位が最高で、また3回出場したヨーロッパ選手権では、1966年のブダペスト大会の200mの7位が最高という成績にとどまっている。しかし、イタリア国内では、1957年から1962年まで100mと200mで6年連続2冠を達成。さらに、200mでは1965年、1968年に優勝している。

## 主な実績
| 年   | 大会                 | 場所                     | 種目         | 結果      | 記録   |
| ---- | -------------------- | ------------------------ | ------------ | --------- | ------ |
| 1959 | ユニバーシアード     | トリノ(イタリア)         | 100m         | 1位       | 10秒5  |
| 1959 | ユニバーシアード     | トリノ(イタリア)         | 200m         | 1位       | 20秒9  |
| 1960 | オリンピック         | ローマ(イタリア)         | 200m         | 1位       | 20秒5  |
| 1960 | オリンピック         | ローマ(イタリア)         | 4×100mリレー | 4位       | 40秒2  |
| 1963 | ユニバーシアード     | ポルトアレグレ(ブラジル) | 100m         | 3位       | 10秒56 |
| 1963 | ユニバーシアード     | ポルトアレグレ(ブラジル) | 200m         | 3位       | 20秒60 |
| 1964 | オリンピック         | 東京(日本)               | 200m         | 5位       | 20秒8  |
| 1964 | オリンピック         | 東京(日本)               | 4×100mリレー | 7位       | 39秒5  |
| 1966 | ヨーロッパ陸上選手権 | ブダペスト(ハンガリー)   | 200m         | 7位       | 21秒5  |
| 1968 | オリンピック         | メキシコシティ(メキシコ) | 200m         | 6位（qf） | 21秒0  |
| 1968 | オリンピック         | メキシコシティ(メキシコ) | 4×100mリレー | 7位       | 39秒2  |

- qfは二次予選